# Vila fortificada de Ribesaltes
La Vila fortificada de Ribesaltes és la vila murada, fortificada, medieval d'estil romànic de la vila de Ribesaltes, a la comarca del Rosselló, Catalunya Nord.

## Història
Envoltava la totalitat de la vila murallada després que el 1172 Alfons el Bataller, havent pres possessió del Comtat de Rosselló, va autoritzar la població de Ribesaltes que es pogués fortificar amb unes muralles tant fetes amb pedres com amb terra.

## La vila fortificada

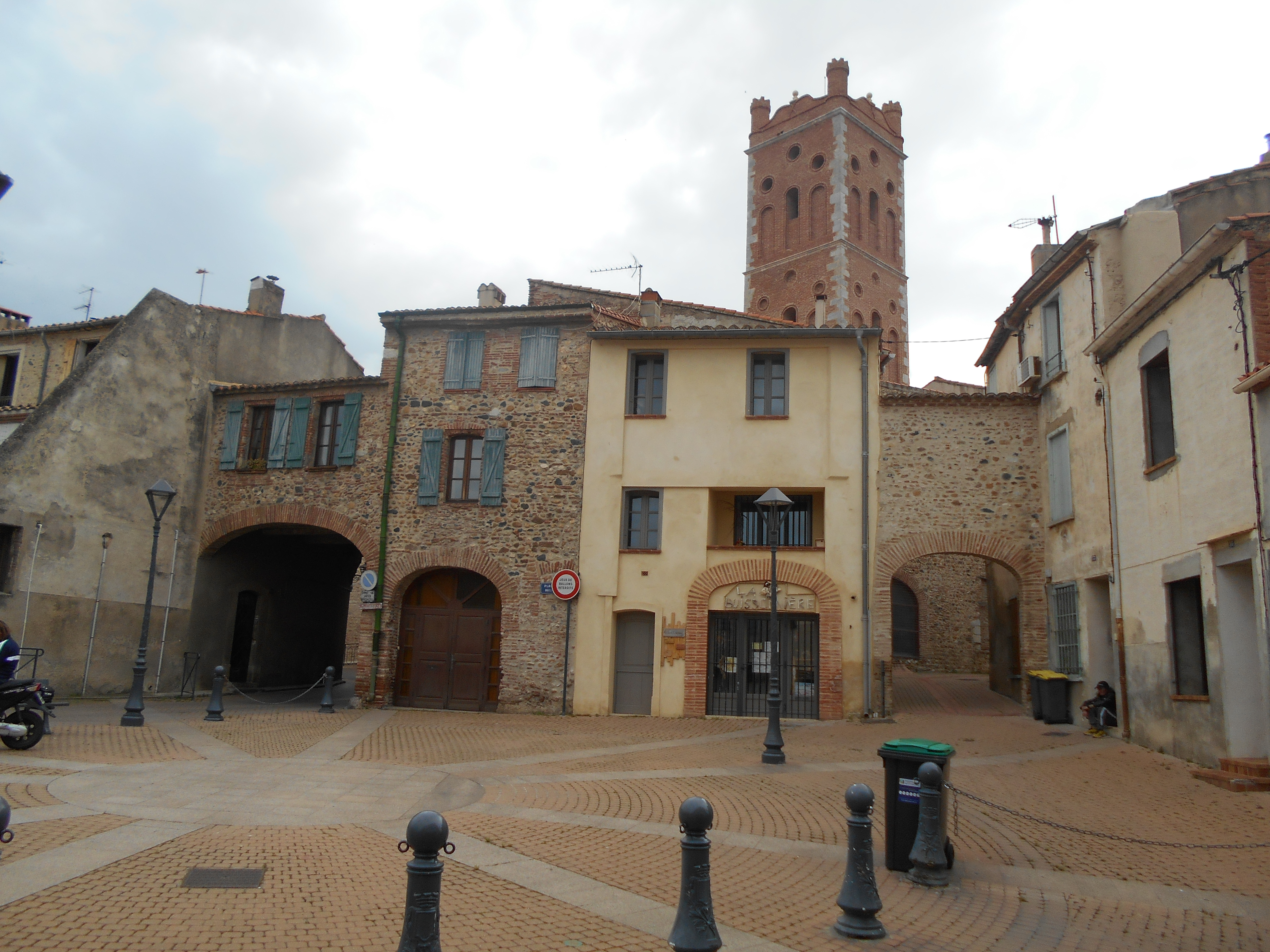
Portal nord-oriental

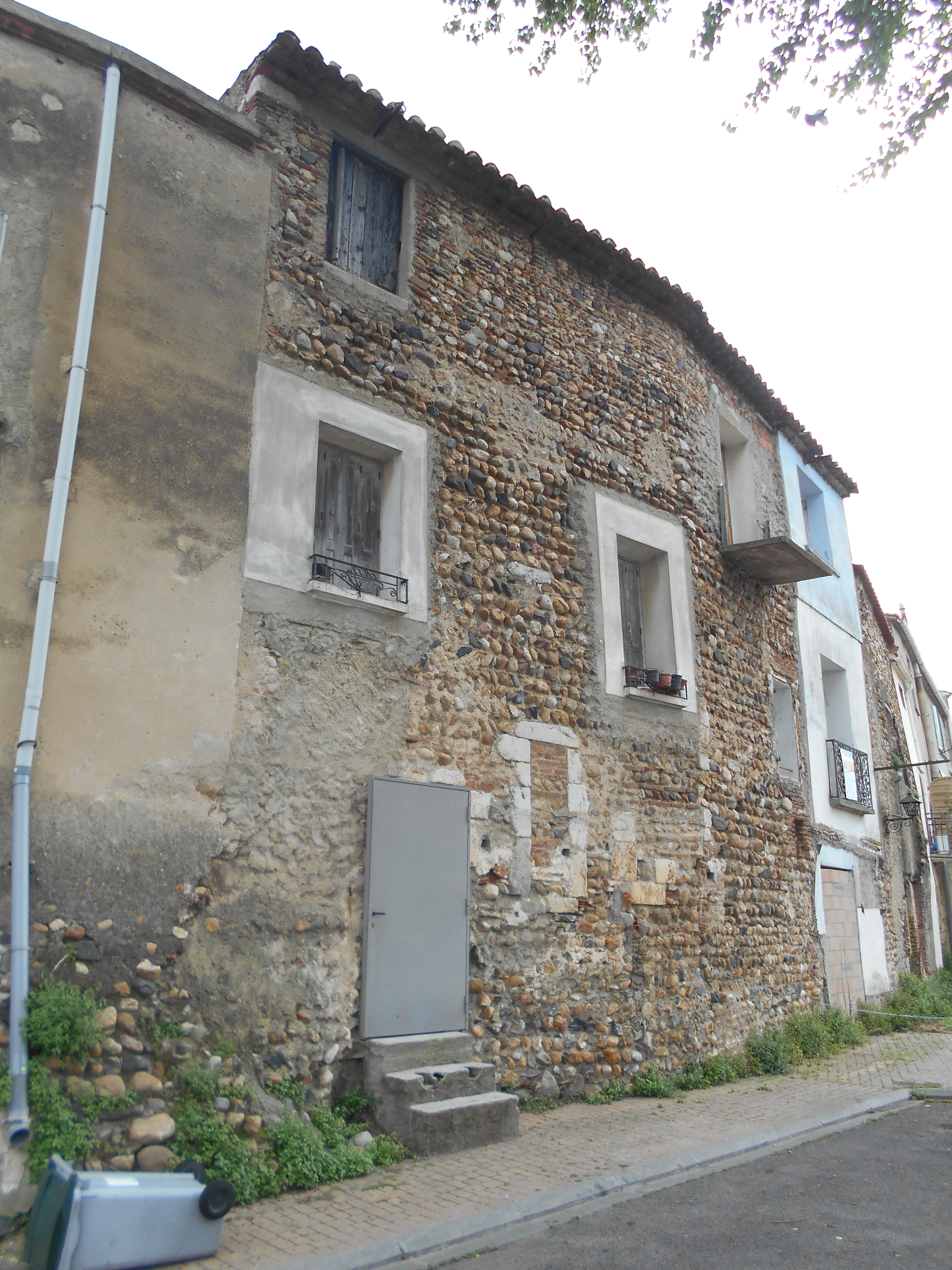
Tram de muralla al nord del recinte

De forma oblonga paral·lela al curs de l'Aglí, la vila fortificada de Ribesaltes assoleix els 180 metres de llarg pels 140 d'ample. Hi havia almenys un portal cap al nord i un altre cap al sud. El que es conserva fou construït de bell nou. A l'interior, un carrer recorria l'interior de les muralles, com un camí de ronda, un altre carrer enllaçava els dos portals, i d'altres de més petits completaven la xarxa viària medieval. Es conserva, a l'oest una torre rodona de defensa, i al sud i est hi ha restes de tres torres més i d'altres fragments de les muralles a l'interior d'habitatges. Tot el sector nord-oest conserva visibles les muralles, malgrat les cases encastades a banda i banda. Es tracta d'una muralla originalment del segle xii, però que fou molt refeta el XVII.